# Je t'aime moi non plus
Je t'aime moi non plus is een Franse romantische dramafilm uit 1976 onder regie van Serge Gainsbourg.

## Verhaal
Serveerster Johnny woont en werkt in een pleisterplaats voor truckers. Ze wordt verliefd op vuilniswagenchauffeur Krassky, hoewel haar slonzige baas Boris waarschuwt dat hij homo is. Mede vanwege haar jongensachtige uiterlijk mag Krassky haar ook. Beiden negeren de groeiende jaloezie van Krassky's vriend Padovan; tot een escalatie volgt.

## Rolverdeling
| Acteur                     | Personage     |
| -------------------------- | ------------- |
| Jane Birkin                | Johnny        |
| Joe Dallesandro            | Krassky       |
| Hugues Quester             | Padovan       |
| Reinhard Kolldehoff        | Boris         |
| Jimmy Davis                | Moïse         |
| Maïté Nahyr                | prostituee    |
| Liliane Rovère             | motelgast     |
| cameo van Gérard Depardieu | boer te paard |